# 슈베르첸바흐역
슈베르첸바흐역(독일어: Banhof Schwerzenbach)은 스위스 취리히주의 기차역이다. 이 역은 발리젤렌-우스터-라퍼스빌선의 슈베르첸바흐 시정촌에 위치하고 있다. 이 역에는 취리히 S-반 노선 라인 S9와 S14에 취역한다. 슈베르첸바흐와 폴케츠빌 지역 사회에 서비스를 제공하는 주요 역이며 폴키란트 쇼핑센터 및 미란디아 엔터테인먼트 공원과 매우 가깝다. 2019년 현재 역에는 SBB 사무실과 미그로리노 편의점이 있다.